# Мефодий (Сидоров—Абрамкин)
Архиепископ Мефодий (в миру Па́вел Петро́вич Си́доров-Абра́мкин; 1 ноября 1883, деревня Соловые — 14 февраля 1939) — епископ Русской православной церкви, архиепископ Пятигорский и Будённовский.

## Биография
В 1907 году возведён в сан иерея. Был женат, имел большую семью: у супругов родились четыре дочери. До поступления в Академию состоял на епархиальной службе в Рязанской епархии.
В 1911 году окончил Киевскую духовную академию со степенью кандидата богословия.
С 19 августа 1911 по 1 апреля 1913 года — преподаватель Рязанской Духовной Семинарии и Рязанского духовного училища.
С 1 апреля 1913 года — помощник смотрителя Рязанского духовного училища.
После закрытия духовных школ большевиками в 1918 году был сельским священником Рязанской епархии.
В 1921 году от скоротечной чахотки умерла его жена, и Павел Петрович принял монашество с именем Мефодий. Его вдохновенные службы, искренняя, горячая молитва привлекали прихожан и снискали их любовь и глубокое уважение.
27 июня (9 августа) 1924 года хиротонисан во епископа Раненбургского, викария Тамбовской епархии. Хиротонию возглавил митрополит Сергий (Страгородский).
В начале 1925 года епископ Иоанн (Киструсский), занимавший в 1923—1924 годы Раненбургскую кафедру, внезапно заявил о возвращении к управлению епархией. Его признали правящим архиереем 4 из 5 приходов Раненбурга и 3 прихода в Раненбургском уезде. Епископ Мефодий после этого служил в последнем оставшемся у него в Раненбурге Вознесенском храме.
С 6 (19) февраля 1931 года — епископ Бугурусланский, викарий Оренбургской епархии.
С 27 апреля (10 мая) 1931 года — епископ Бутурлиновский, викарий Воронежской епархии.
Был назначен членом Временного Патриаршего Священного Синода при митрополите Сергия (Страгородском).
С 8 марта 1933 года — епископ Пятигорский.
17 марта 1936 года возведён в сан архиепископа. В том же году титул изменён на «Пятигорский и Будённовский».
В Пятигорске епископ Мефодий первоначально служил в храме во имя святого архистратига Божия Михаила, но вскоре был изгнан оттуда обновленцами. Последние три года перед арестом служил в Горячеводской Успенской церкви.
В бесстрашных проповедях он горячо обличал обновленчество, объясняя прихожанам преступность действий советских раскольников. Архиепископу Мефодию с семьёй, — больным, полуслепым отцом, бывшим учителем, и четырьмя дочерьми приходилось ютиться по случайным углам, где их принимали из милости прихожане. Вся семья архиепископа Мефодия отличалась скромностью и благочестием. В одежде и еде архиепископ Митрофан был крайне неприхотлив и прост. Он старался сам себя обслуживать: готовил, стирал. Молился архиепископ подолгу, с большим вниманием. Особенно он почитал святителя и чудотворца Николая и каждый четверг непременно читал ему акафист. Неоднократно ретивые комсомольцы силой вытаскивали и выбрасывали владыку из трамвая, чтобы он не оскорблял атеистических чувств советских граждан. Постник, молитвенник, страдалец за веру — таким остался архиепископа Мефодий в памяти близких ему людей.
22 сентября 1937 года был арестован по обвинению в сотрудничестве с мифическим «московским церковно-фашистским центром». Во время ареста с ним случился сердечный приступ. Известно, что архиепископ Мефодий первое время находился в Ставропольском следственном изоляторе, где было тесно настолько, что он стоял, плотно сжатый людьми, мучаясь от болей в сердце.
14 февраля 1939 года был расстрелян. После гибели архиепископа Мефодия его келейница Таисия Николаевна Андросюк передала панагию, посох и антиминсы, на которых служил владыка, митрополиту Сергию (Страгородскому).